# Jarbas Faustinho
Jarbas Faustinho (född 21 september 1939 i Rio de Janeiro i Brasilien) vanligen känd som Canè, är en brasiliansk fotbollsspelare och tränare. Även om han var född i Brasilien spelade han största delen av sin karriär i Italien. Faustinho, som var ytter, spelade bland annat för SSC Napoli och AS Bari. Som tränare tränade han flera klubbar i provinsen Neapel